# Chalandry-Elaire
Chalandry-Elaire é uma comuna francesa na região administrativa de Grande Leste, no departamento Ardenas. Estende-se por uma área de 5,19 km². Em 2010 a comuna tinha 704 habitantes (densidade: 135,6 hab./km²).